# Mutație favorabilă
Mutația favorabilă reprezintă acea modificare a codului genetic ce îi dă individului un avantaj față de ceilalți indivizi din aceeași specie.